# اچ‌ام‌اس ماشونا (اف۵۹)
اچ‌ام‌اس ماشونا (اف۵۹) (به انگلیسی: HMS Mashona (F59)) یک کشتی بود که طول آن ۳۷۷ فوت (۱۱۵ متر) بود. این کشتی در سال ۱۹۳۷ ساخته شد.